# Iodate de rubidium
L'iodate de rubidium est un composé chimique de formule RbIO3 et de structure rhomboédrique. Il est obtenu par réaction entre du chlorure de rubidium et de l'acide iodique. Il est utilisé en optique non linéaire dans le cadre de la génération de seconde harmonique.

## Structure
La structure cristalline est trigonale de groupe d'espace R3m (rhomboèdre, de forme parallélépipédique).

## Synthèse
Il est obtenu par addition de chlorure de rubidium (dissous dans l'eau) et d'acide iodique (dissous dans l'eau) qui précipitent sous forme d'iodate de rubidium (avec la présence d'acide chlorhydrique et de deux molécules d'eau[pas clair]). Il peut être irritant car c'est un oxydant (Rb+ (métal) et IO3− (oxydant)).

## Histoire et utilisation
Ce composé a été étudié par N.W Alcock en 1972.
Il est utilisé en analyse non-linéaire de doublage de fréquence (Génération de Seconde Harmonique ou GSH) sur poudre de quartz (λ= 0,71069 Å). Sa stabilité thermique au-delà de 400 °C lui permet en effet de résister à l'intensité des lasers.  

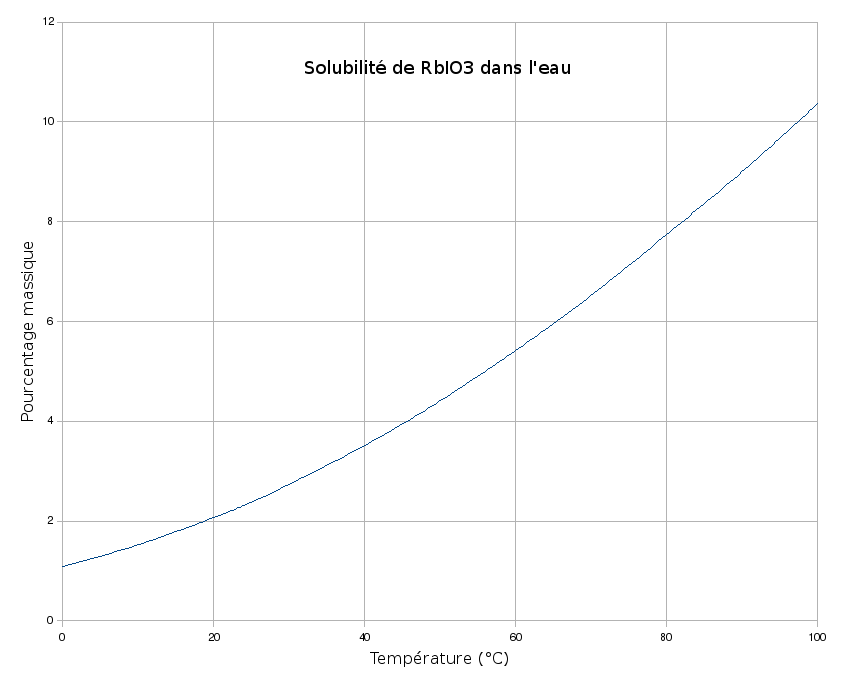
Solubilité dans l'eau